# De Facto (албум)
De Facto је први албум српског хип-хоп извођача Марчела који је издат новембра 2003. године. Албум је издао Bassivity Music.
Албум садржи 18 песама, а неки од гостију су: Гру, Шорти, Икац (В.И.П.), Едо Маајка, Буки & През, Елементал, X3m, Трајл, Френки (Дисциплинска комисија).
Синглови са овог албума су песме Бекство (у којој поред Марчела гостује и популарни загребачки хип хоп састав Елементал) и Кућа на Промаји.

## Списак песама
| №   | Назив                                                                         | Трајање |  |
| 1.  | Реч на реч                                                                    |         |  |
| 2.  | Кућа на промаји                                                               |         |  |
| 3.  | Крем де ла крем (ft. Дисциплинска комисија (Френки & Едо))                    |         |  |
| 4.  | 4 (ft. Шорти)                                                                 |         |  |
| 5.  | Писмо брату (ft. Ненси)                                                       |         |  |
| 6.  | Бекство (ft. Елементал)                                                       |         |  |
| 7.  | Кафанска спика                                                                |         |  |
| 8.  | 3 (Лутање, Маштање & Сањање) (ft. )                                           |         |  |
| 9.  | Повратак Хип-Хоп-а (ft. Трајал)                                               |         |  |
| 10. | Сузе (ft. Едо Маајка & Ненси)                                                 |         |  |
| 11. | Клош vs Љакс                                                                  |         |  |
| 12. | MC без харизме (ft. Урбан)                                                    |         |  |
| 13. | 2 (Бол и Револт) (ft. Декстар)                                                |         |  |
| 14. | Подземље                                                                      |         |  |
| 15. | Бољи Живот (ft. Гру)                                                          |         |  |
| 16. | 1                                                                             |         |  |
| 17. | И опет кафанска спика (ft. Трип-Р (ЦБ4), Икац (В.И.П.), Ел президенте & Буки) |         |  |
| 18. | Де факто                                                                      |         |  |

## Спотови
- Спот Бекство на веб-сајту
- Спот Кућа на промаји на веб-сајту